# Zespół WHIM
Zespół WHIM (ang. WHIM syndrome, Warts-Hypogammaglobulinemia-Infections-Myleokathexis Syndrome) – rzadki, genetycznie uwarunkowany zespół złożonego, pierwotnego niedoboru odporności. Nazwa jest akronimem od angielskich nazw głównych objawów: brodawek (warts), hipogammaglobulinemii (hypogammaglobulinemia), nawracających zakażeń (infections) i retencji neutrofilów w szpiku (myelokathexis), który ma tu charakterystyczny, bogatokomórkowy obraz. Zespół mogą wywoływać mutacje w genie kodującym receptor chemokin CXCR4 w locus 2q21. Choroba została opisana w 1990 roku.